# Roy Williams
Roy Williams (Salford, 7 maart 1937) is een Britse jazztrombonist.

## Biografie
Williams leerde op jeugdige leeftijd piano spelen en op 18-jarige leeftijd speelde hij op de trombone. Tijdens de late jaren 1950 vervulde hij zijn militaire dienstplicht, daarna voegde hij zich bij de tradjazz-band van Mike Peters en werkte hij begin jaren 1960 met Terry Lightfoot. In 1965 werd hij lid van de band van Alex Welsh met Ruby Braff, Wild Bill Davison en Bud Freeman. Hij bleef bij Welsh tot 1978 en werkte ook samen met zijn bandcollega John Barnes in een rand-ensemble. Daarna werkte hij met Humphrey Lyttelton (1978-1983) en in 1980 speelde hij met de Pizza Express All Stars en Benny Waters.
In 1983 verliet hij Lytteltons ensemble en was hij een regelmatige artiest tijdens festivals tijdens de jaren 1980 en 1990. Hij was sideman van Doc Cheatham, Jim Galloway, Buddy Tate, de Harlem Blues and Jazz Band, de World's Greatest Jazz Band, Peanuts Hucko, Bent Persson, Bob Rosengarden, Stan Barker, Bob Wilber, Digby Fairweather, Pete Strange en Keith Smith.